# Porter Strong
Pour les articles homonymes, voir Strong.
Porter Strong (27 décembre 1878 – 11 juin 1923) est un acteur américain né à Saint Joseph, Missouri, et mort à New York, État de New York.

## Filmographie partielle
- 1916 : Martha's Vindication (it) de Chester M. Franklin et Sidney Franklin
- 1919 : Le Roman de la vallée heureuse (A Romance of Happy Valley) de D. W. Griffith
- 1919 : I'll Get Him Yet (en) d'Elmer Clifton
- 1919 : Un revenant plein d'esprit (Turning the Tables) d'Elmer Clifton
- 1920 : La Danseuse idole (The Idol Dancer) de D. W. Griffith
- 1920 : À travers l'orage (Way Down East) de D. W. Griffith
- 1921 : La Rue des rêves (Dream Street) de D. W. Griffith
- 1922 : La Nuit mystérieuse (One Exciting Night) de D. W. Griffith
- 1923 : La Rose blanche (The White Rose) de D. W. Griffith